# Saint-Léonard-des-Bois
Saint-Léonard-des-Bois és un municipi francès situat al departament del Sarthe i a la regió de País del Loira. L'any 2007 tenia 523 habitants.

## Demografia

### Població
El 2007 la població de fet de Saint-Léonard-des-Bois era de 523 persones. Hi havia 226 famílies de les quals 74 eren unipersonals (23 homes vivint sols i 51 dones vivint soles), 74 parelles sense fills, 55 parelles amb fills i 23 famílies monoparentals amb fills.
La població ha evolucionat segons el següent gràfic:
Habitants censats

### Habitatges
El 2007 hi havia 377 habitatges, 233 eren l'habitatge principal de la família, 90 eren segones residències i 55 estaven desocupats. 372 eren cases i 2 eren apartaments. Dels 233 habitatges principals, 192 estaven ocupats pels seus propietaris, 36 estaven llogats i ocupats pels llogaters i 5 estaven cedits a títol gratuït; 8 tenien una cambra, 39 en tenien dues, 57 en tenien tres, 46 en tenien quatre i 83 en tenien cinc o més. 173 habitatges disposaven pel capbaix d'una plaça de pàrquing. A 101 habitatges hi havia un automòbil i a 105 n'hi havia dos o més.

### Piràmide de població
La piràmide de població per edats i sexe el 2009 era:
| Homes | Edats   | Dones |
| ----- | ------- | ----- |
| 0     | 95 o +  | 0     |
| 0     | 90 a 94 | 0     |
| 0     | 85 a 89 | 4     |
| 4     | 80 a 84 | 16    |
| 20    | 75 a 79 | 4     |
| 20    | 70 a 74 | 32    |
| 4     | 65 a 69 | 16    |
| 40    | 60 a 64 | 20    |
| 0     | 55 a 59 | 8     |
| 16    | 50 a 54 | 8     |
| 20    | 45 a 49 | 12    |
| 24    | 40 a 44 | 8     |
| 4     | 35 a 39 | 12    |
| 12    | 30 a 34 | 16    |
| 28    | 25 a 29 | 16    |
| 16    | 20 a 24 | 16    |
| 4     | 15 a 19 | 20    |
| 12    | 10 a 14 | 16    |
| 8     | 5 a 9   | 4     |
| 16    | 0 a 4   | 12    |

## Economia
El 2007 la població en edat de treballar era de 324 persones, 240 eren actives i 84 eren inactives. De les 240 persones actives 216 estaven ocupades (118 homes i 98 dones) i 25 estaven aturades (14 homes i 11 dones). De les 84 persones inactives 39 estaven jubilades, 25 estaven estudiant i 20 estaven classificades com a «altres inactius».

### Ingressos
El 2009 a Saint-Léonard-des-Bois hi havia 235 unitats fiscals que integraven 521,5 persones, la mediana anual d'ingressos fiscals per persona era de 16.550 €.

### Activitats econòmiques
Dels 29 establiments que hi havia el 2007, 2 eren d'empreses extractives, 1 d'una empresa alimentària, 8 d'empreses de construcció, 1 d'una empresa de transport, 8 d'empreses d'hostatgeria i restauració, 1 d'una empresa d'informació i comunicació, 1 d'una empresa immobiliària, 3 d'empreses de serveis, 3 d'entitats de l'administració pública i 1 d'una empresa classificada com a «altres activitats de serveis».
Dels 11 establiments de servei als particulars que hi havia el 2009, 1 era una oficina de correu, 1 autoescola, 3 paletes, 3 fusteries, 1 electricista i 2 restaurants.
L'únic establiment comercial que hi havia el 2009 era una fleca.
L'any 2000 a Saint-Léonard-des-Bois hi havia 30 explotacions agrícoles que ocupaven un total de 1.148 hectàrees.

## Poblacions més properes
El següent diagrama mostra les poblacions més properes.